# あきば浪漫ス!
『あきば浪漫ス!』（あきばロマンス!）は、貴島煉瓦による日本の漫画作品。『月刊少年エース』（角川書店）にて2007年11月号から2009年12月号まで連載された。単行本全4巻。

## あらすじ
見た目は完璧な美少女である相羽日菜、実は極度のオタクで、オタクを卒業するために秋葉原へ自分のお宝グッズを処分しに行く。しかし、秋葉原でバイトをしていた同級生の高山庵太に見つかってしまう。

## 登場人物
相羽 日菜（あいば ひな）
主人公。
司 七海（つかさ ななみ）

高山 庵太（たかやま いおた）

濱楽 歌乃（はまら うたの）

## 単行本
- 1巻 ISBN 9784047150638
- 2巻 ISBN 9784047151253
- 3巻 ISBN 9784047152526
- 4巻 ISBN 9784047153400